# Cuadratura (geometría)
En matemáticas, la cuadratura es un término histórico con el que se denomina la determinación del área de una figura. Las cuestiones de cuadratura fueron una de las fuentes principales de problemas que impulsaron el desarrollo del cálculo, y sirvieron para introducir temas importantes en el análisis matemático.

## Historia

Método clásico para determinar la media geométrica.

Los matemáticos de la Grecia antigua, según la doctrina pitagórica, entendieron la determinación del área de una figura como el proceso de construir geométricamente un cuadrado con la misma área (cuadrando), de ahí el nombre de cuadratura para este proceso. Los geómetras griegos no siempre tuvieron éxito (véase el problema de la cuadratura del círculo), pero fueron capaces de llevar a cabo cuadraturas de algunas figuras cuyos lados no son sencillamente segmentos rectos, como las lúnulas de Hipócrates y la cuadratura de la parábola. Siguiendo la tradición griega, estas construcciones tenían que ser realizadas utilizando únicamente regla y compás.
Para la cuadratura de un rectángulo con lados a y b es necesario construir un cuadrado de lado {\displaystyle x={\sqrt {ab}}} (la media geométrica de a y b). Para este propósito es posible utilizar el procedimiento siguiente: si se dibuja un círculo cuyo diámetro sea la suma de dos segmentos de longitudes a y b, entonces la altura (BH en el esquema) del segmento de línea trazado perpendicular al diámetro desde el punto de conexión de los segmentos al punto donde cruza el círculo, equivale a la media geométrica de a y b. Una construcción geométrica similar soluciona los problemas de cuadratura de un paralelogramo y de un triángulo.

El área de un segmento de una parábola es 4/3 del área de cierto triángulo inscrito.

Los problemas de cuadratura de figuras curvilíneas son mucho más difíciles. La imposibilidad de la cuadratura del círculo con compás y regla se probó en el siglo XIX. No obstante, para algunas figuras (como por ejemplo, las lúnulas de Hipócrates) puede construirse su cuadratura. Las cuadraturas de la superficie de una esfera y de un segmento de parábola descubiertas por Arquímedes se consideran dos de los mayores logros del análisis en la antigüedad.
- El área de la superficie de una esfera es igual a cuatro veces el área de su círculo máximo.
- El área de un segmento de una parábola determinada por una línea recta que la corta es 4/3 el área de un triángulo inscrito en este segmento.

Para la prueba de estos resultados, Arquímedes utilizó el método de exhaustación: 113  de Eudoxo.
En la Europa medieval, la cuadratura pasó a ser el cálculo de un área por cualquier método. Muy a menudo se utilizó el método de los indivisibles. Menos riguroso que las construcciones geométricas de los griegos, sin embargo era un procedimiento más sencillo y más potente. Con su ayuda, Galileo Galilei y Gilles de Roberval hallaron el área de un arco de cicloide; Grégoire de Saint-Vincent investigó el área bajo una hipérbola (Opus Geometricum, 1647); y Alfonso Antonio de Sarasa, alumno y comentarista de Saint Vincent, dedujo la relación de esta área con los logaritmos.: 491 : 492 
John Wallis dotó a este método de rigor algebraico. Así, en su Arithmetica Infinitorum (1656) analizó algunas series equivalentes a lo que ahora se denominan integrales definidas, y calculó sus valores. Isaac Barrow y James Gregory lograron mayores progresos: determinaron las cuadraturas de algunas curvas algebraicas y espirales. Christiaan Huygens por su parte logró determinar la cuadratura del área de las superficies de algunos sólidos de revolución.
La cuadratura de la hipérbola por obra de Saint-Vincent y de Sarasa proporcionó una función nueva, el logaritmo natural, de trascendental importancia. Con la invención del cálculo integral se ideó un método universal para el cálculo de áreas. En correspondencia, el término cuadratura ha pasado a ser una denominación tradicional (o incluso arcaica). La expresión moderna generalmente utilizada técnicamente para designar la determinación de un área es el cálculo de una integral definida de una variante.